# كاتدرائية القديسة هيدفيغ

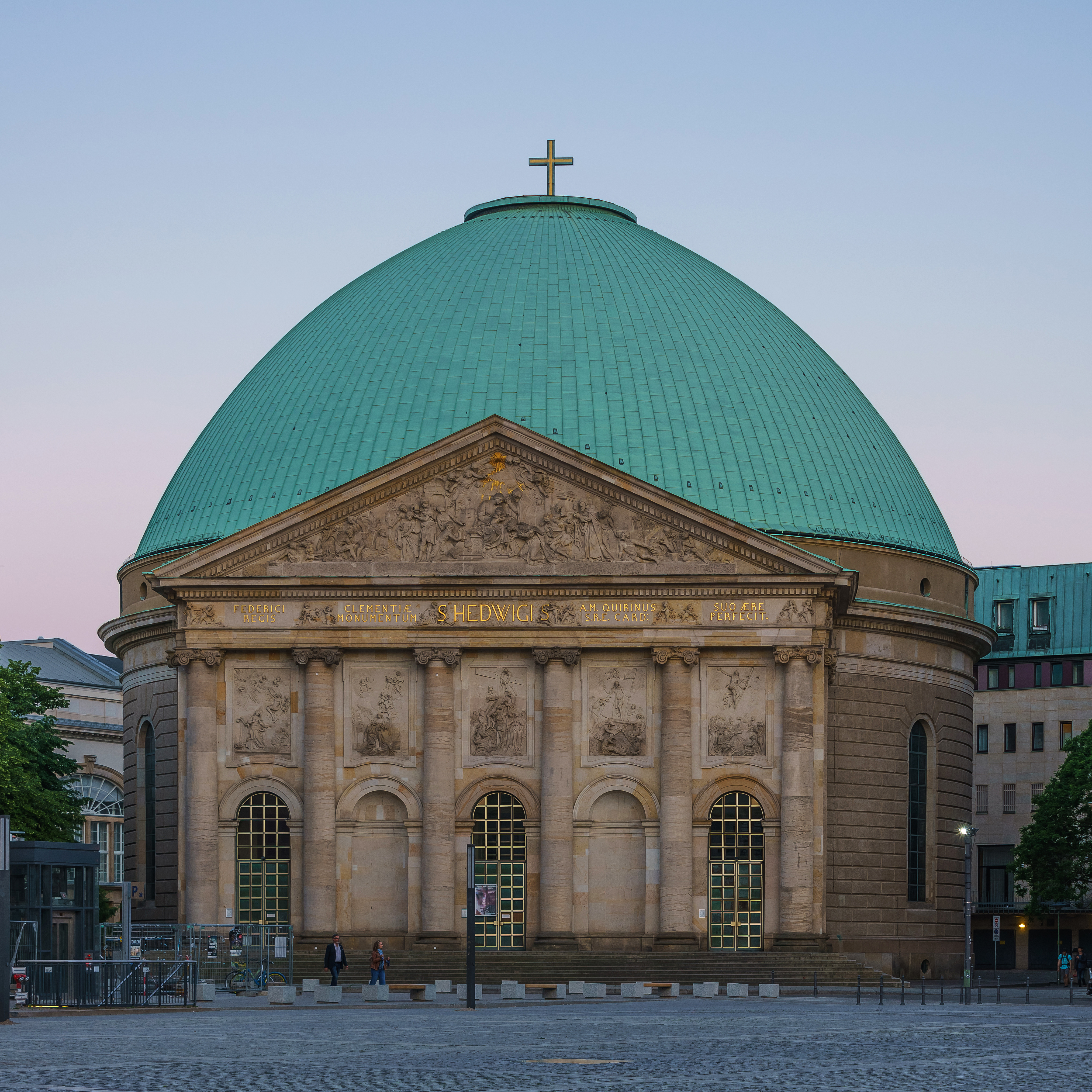
كاتدرائية القديسة هيدفيغ

كاتدرائية القديسة هيدفيغ (بالألمانية: Sankt-Hedwigs-Kathedrale)‏ هي كاتدرائية كاثوليكية تقع في ميدان بيبلبلاتس في برلين بألمانيا. وهي مقر رئيس أساقفة برلين.
بنيت في القرن الثامن عشر وكانت الكنيسة الكاثوليكية الأولى في بروسيا بعد الإصلاح الديني الذي قام بها الملك فريدريش الثاني. وكان يهدف من بناءها إيجاد مكان للعبادة للمهاجرين إلى برلين خاصة من سيليزيا العليا. صمم الكنيسة المعماري غيورغ فون كنوبلسدورف.

## معرض صور

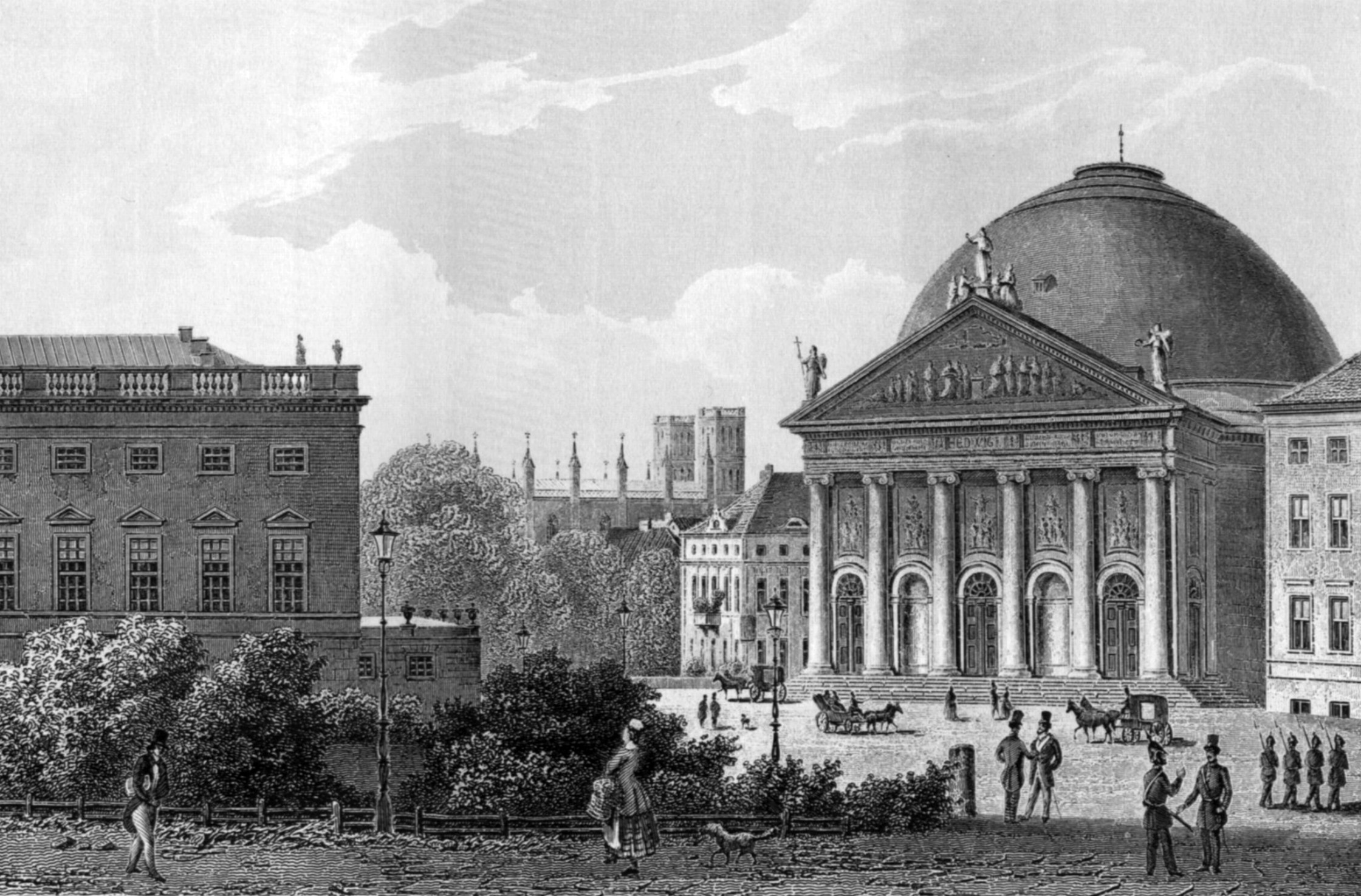
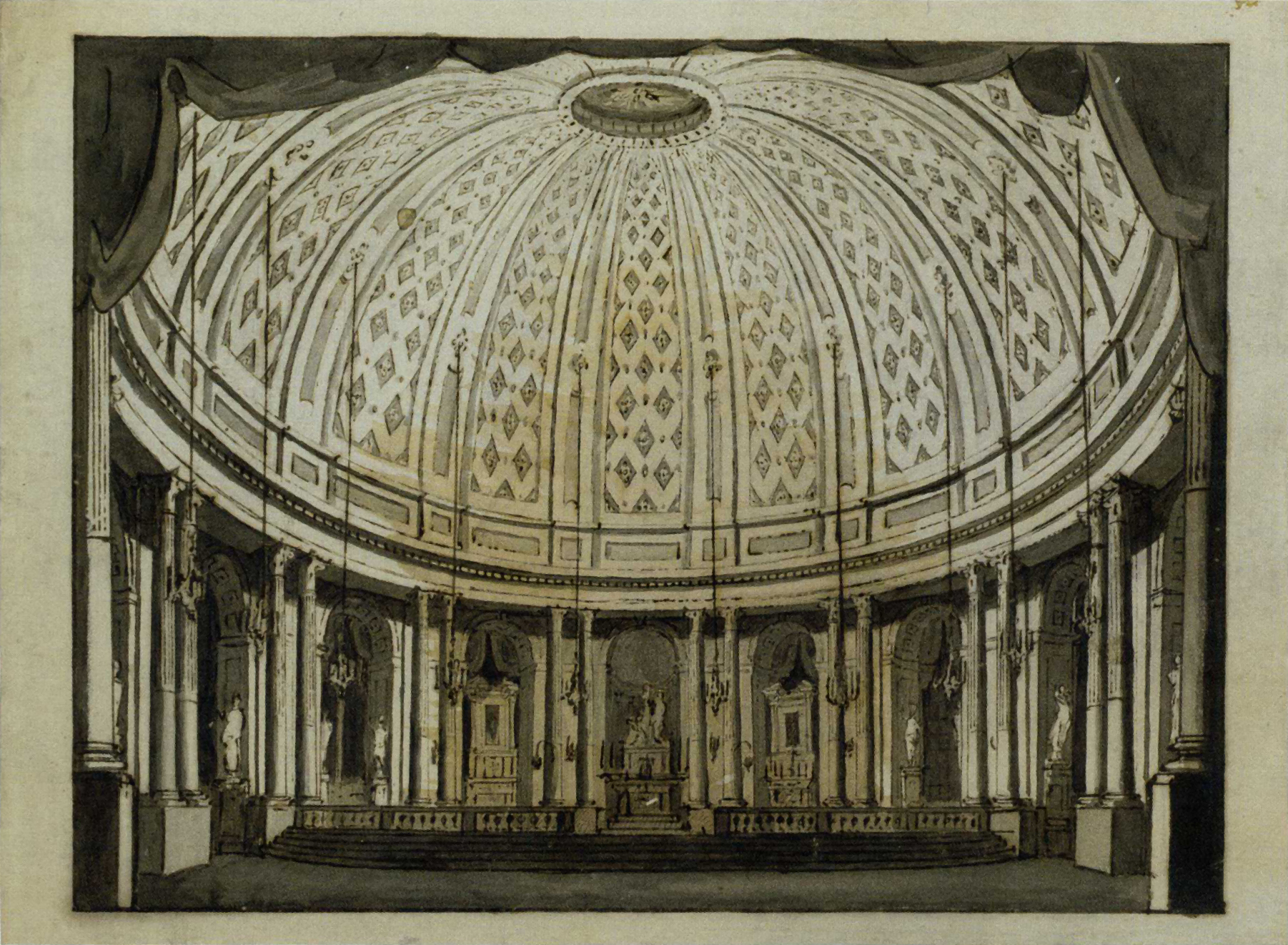
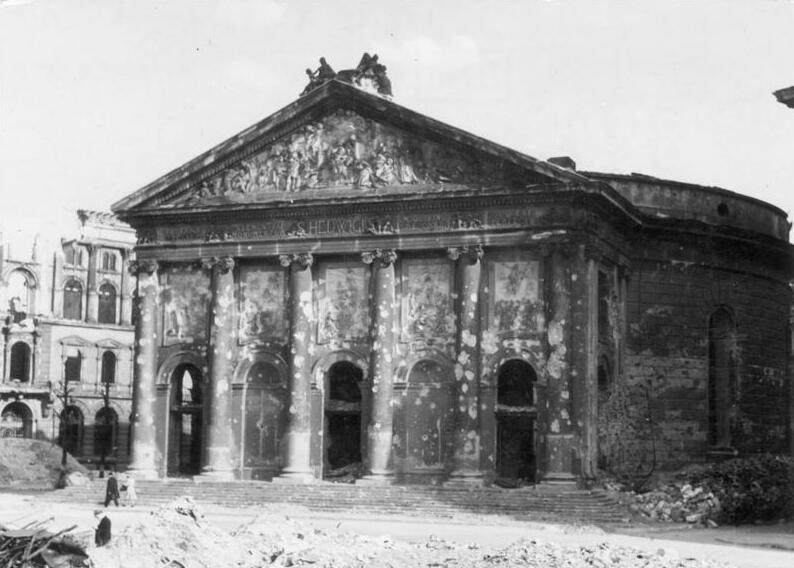
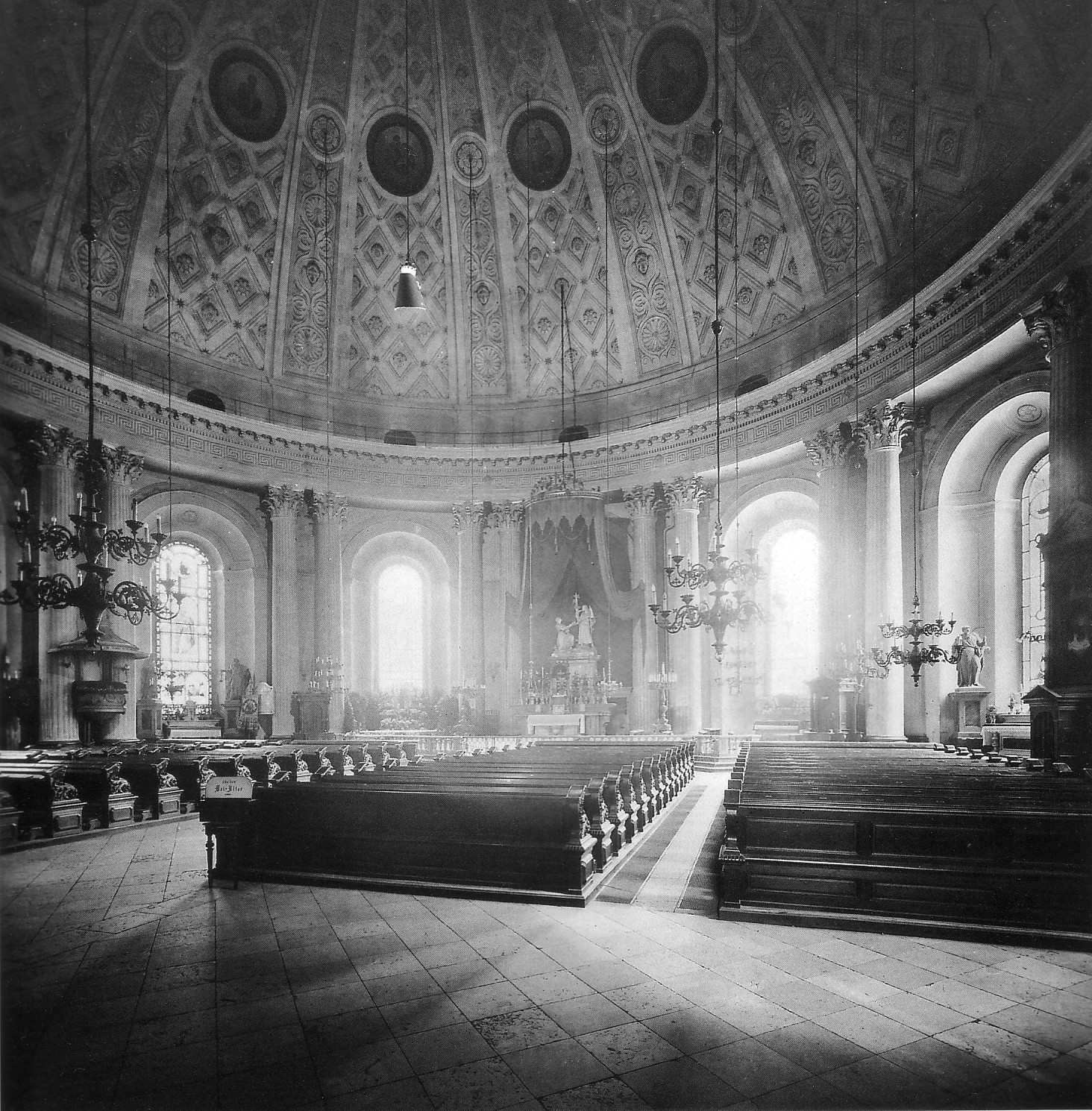

## أعلام
- برنهارد ليشتنبرغ